# Julieta Toledo
Julieta Isabel Toledo Ames (Tijuana, Baja California, México, 24 de mayo de 1997) es una deportista mexicana, especializada en esgrima, dominando el sable. Forma parte de la delegación mexicana en los Juegos Olímpicos de Río de Janeiro 2016.